# Dasychira blastema
Dasychira blastema är en fjärilsart som beskrevs av Erich Martin Hering 1926. Dasychira blastema ingår i släktet Dasychira och familjen tofsspinnare. Inga underarter finns listade i Catalogue of Life.